# Anelasma squalicola
Anelasma squalicola is een rankpootkreeftensoort uit de familie van de Pollicipedidae. De wetenschappelijke naam van de soort is voor het eerst geldig gepubliceerd in 1851 door Darwin.